# Coracinidae
Coracinidae é uma família de peixes da subordem Percoidei, superfamília Percoidea.